# Alchemilla nudans
Alchemilla nudans es una especie de planta del género Alchemilla, perteneciente a la familia Rosaceae.

## Taxonomía
Alchemilla nudans fue descrita por S. E. Fröhner en 1992.

## Distribución
Se encuentra en el territorio de España.